# Georg Nicolaus Knauer
Georg Nicolaus Knauer (* 26. Februar 1926 in Hamburg; † 28. Oktober 2018 in Haverford, Pennsylvania) war ein deutsch-US-amerikanischer klassischer Philologe.

## Leben
Georg Nicolaus Knauer studierte Klassische Philologie an der Universität Hamburg und wurde 1952 mit der Dissertation Psalmenzitate in Augustins Konfessionen promoviert, die 1955 im Göttinger Verlag Vandenhoeck & Ruprecht erschien. Seine Habilitation erreichte er 1961 an der Freien Universität Berlin mit der Schrift Die Aeneis und Homer. Studien zur poetischen Technik Vergils mit Listen der Homerzitate in der Aeneis, die 1964 in der Reihe Hypomnemata (Heft 7) erschien. 1979 wurde die Schrift zum zweiten Mal aufgelegt.
Knauer wurde 1964 an der Freien Universität Berlin zum außerordentlichen Professor ernannt und nach einem Aufenthalt als Gastprofessor an der Yale University von 1965 bis 1966 zum persönlichen Ordinarius ernannt. 1969 hielt er sich als Nelly-Wallace-Lecturer an der Universität Oxford auf, von 1973 bis 1974 weilte er als Member am Institute for Advanced Study in Princeton (New Jersey). 1975 folgte er einem Ruf an die University of Pennsylvania als Professor of Classics, wo er seither in Lehre und Forschung aktiv war. In den Jahren 1978, 1980–1982 und 1985–1988 war er Vorsitzender des Department of Classics. Gastprofessuren und Forschungsaufenthalte führten ihn an verschiedene andere Universitäten und Forschungseinrichtungen: 1978 war er Gastprofessor an der University of Columbia, 1979 Guggenheim Fellow, 1984 Fellow des National Endowment of the Humanities, 1985 Resident in Classics an der American Academy in Rome, 1989 Resident der Rockefeller-Stiftung in Bellagio, 1991 und 2002 Gastforscher an der Herzog August Bibliothek Wolfenbüttel.
Knauer war einer der führenden Experten für die Homer- und Vergilrezeption in der antiken und mittelalterlichen Literatur sowie in der Renaissance. Er verfasste außerdem zahlreiche Aufsätze zu Augustinus von Hippo und Artikel für den Thesaurus Linguae Latinae. Knauers Vorlass befindet sich im Besitz der Hoover Institution der Stanford University. Er enthält Unterlagen aus Knauers Zeit an der FU Berlin. 
Knauer war seit 1951 mit Elfriede Regina geb. Overhoff (1926–2010) verheiratet.